# Querstand (Label)
Querstand ist ein deutsches Klassiklabel. Der Name des Labels bezeichnet in der Musiktheorie einen Halbton- bzw. Tritonusschritt über zwei Stimmen, siehe Querstand (Musik).

## Geschichte
Das Querstand-Label ist Teil der Verlagsgruppe Kamprad und wurde 1994 von Klaus-Jürgen Kamprad in Altenburg gegründet. Der Schwerpunkt der Veröffentlichungen liegt dabei auf Orgelmusik, aber auch auf Sinfonik und Kammermusik. Seit 2001 erscheinen außerdem DVDs.

## Veröffentlichungen
Das Label hat bereits über 500 Produktionen auf den Markt gebracht, darunter die 8-CD-Box Die Orgeln von Gottfried Silbermann sowie eine Serie über 10 CDs mit Werken von Johann Ludwig Krebs. Weitere Einspielungen erfolgten mit dem Gewandhausorchester Leipzig und dem MDR-Sinfonieorchester. Viele bekannte Interpreten, wie Kurt Masur, Bernard Haitink, Fabio Luisi, Georg Christoph Biller, Herbert Blomstedt, Ewald Kooiman, Howard Arman, Martin Haselböck und Iveta Apkalna sowie das Calmus Ensemble, das Ensemble Sortisatio und das Ensemble Alte Musik Dresden veröffentlichten bei Querstand.

## Auszeichnungen
Für die Aufnahme des Passionsoratoriums Der Tod Jesu von Carl Heinrich Graun mit dem MDR-Rundfunkchor und dem MDR-Sinfonieorchester unter der Leitung von Howard Arman erhielt das Label 2005 den Musikpreis Echo Klassik. Die Orgeln von Gottfried Silbermann wurden mit dem Preis der deutschen Schallplattenkritik ausgezeichnet. 2006 wurde Ludwig van Beethovens Messe C-Dur unter Fabio Luisi mit dem Supersonic Award (Pizzicato) ausgezeichnet.
2013 erhielt Querstand den International Classical Music Award (ICMA) in der Kategorie „Best Collection“ sowie die Auszeichnung „Recording of the Year“ für die CD-Box „Anton Bruckner: Sinfonien Nr. 1 – 9“ mit dem Gewandhausorchester Leipzig unter dem Dirigat von Herbert Blomstedt. Die weltweit erste Einspielung des gesamten Klavierwerks von Marie Jaëll durch Cora Irsen auf fünf CDs wurde 2017 mit dem ECHO Klassik-Award ausgezeichnet.